# Jacques Borlée
Jacques Borlée (ur. 27 września 1957 w Kisangani) – belgijski lekkoatleta, sprinter.
Srebrny medalista halowych mistrzostw Europy (bieg na 200 metrów, Budapeszt 1983). W 1980 Reprezentował Belgię na igrzyskach olimpijskich w Moskwie. Wielokrotny mistrz kraju na różnych dystansach. Były rekordzista Belgii w sztafecie 4 × 400 metrów (3:05,4 w 1980). W 1986 zwyciężył w biegach na 200 i 400 metrów podczas mistrzostw Izraela. Ma udział (jako trener) w sukcesach sportowych czworga swoich dzieci, którzy także są sprinterami (Olivia, Kévin, Jonathan oraz Dylan). W 2011 został wybrany trenerem roku w Europie.

## Rekordy życiowe
- Bieg na 400 metrów – 45,4 (1979)